# 前多俊宏
前多 俊宏（まえた としひろ、1965年1月19日 - ）は、日本の実業家。エムティーアイ創業者、現代表取締役社長。

## 経歴
青森県青森市出身。中学生のころから将来は起業家になるつもりであり、大学時代には様々な企業の経営者の話を聞いて回った。
1987年千葉大学工学部機械工学科卒業。同年4月に日本アイ・ビー・エムに入社するものの、約1年後には光通信に転じ、1990年に同社の取締役となる。1996年8月にエムティーアイを創業し、同社の代表取締役社長となった。
前多は同社を創立した時点から株式公開を考えており、携帯電話関連事業を手がけ、1999年10月には株式の店頭公開を実現した。携帯電話の性能の急速な向上により、携帯電話がパソコン並みの性能を遠からず持つようになると予想し、そうした携帯電話の発展が同社の業績拡大の鍵だと語っている。また同年には、個人投資家の取得を容易にするために、エムティーアイの株式1株を15株に分割するという大幅な株式分割を行い、注目を集めた。